# Jackass presenta: Nonno cattivo
Jackass presenta: Nonno cattivo (Jackass Presents: Bad Grandpa) è un film del 2013 scritto, diretto e prodotto da Jeff Tremaine.
È il quarto film basato sulla serie tv Jackass. Come i precedenti, è stato prodotto dalla MTV Films e distribuito negli Stati Uniti d'America dalla Paramount Pictures.

## Trama
In una serie continua di gag e stunt, con protagonisti il nonno ottantaseienne Irving Zisman ed il nipote di otto anni, il piccolo Billy, intraprendono un viaggio durante il quale ne combinano di tutti i colori. 
Billy, ragazzino di otto anni, ha la madre prossima alla prigione. Quest'ultima chiede al proprio padre, Irving Zisman, a cui è appena morta la moglie, di portarlo da suo padre. Inizialmente antipatico nei confronti del piccolo, il nonno si affeziona molto al nipote, fino a volerlo per sé.

## Produzione
Nel marzo 2012 Johnny Knoxville parlò di un possibile quarto film di Jackass, dicendo: Manteniamo la nostra mente aperta, ho 50-60 idee che riguardano le cose che non siamo riusciti a filmare. Nel giugno 2013 poi, la Paramount Pictures riporta la notizia che furono registrati diversi domini sul futuro film intitolato Jackass 4: Bad Grandpa mentre il 28 settembre 2012, durante un'intervista al The Howard Stern Show, Bam Margera dichiara che ci sarebbe stato un intero film sul personaggio del nonno interpretato da Johnny Knoxville nella serie.
Il film viene annunciato ufficialmente il 17 luglio 2013.

### Sceneggiatura
La sceneggiatura è stata scritta dai famosi membri del cast della serie Jackass, ovvero Jeff Tremaine (anche regista e produttore) Johnny Knoxville (anche interprete e produttore) e Spike Jonze.

## Distribuzione
Il primo trailer del film viene diffuso online il 31 luglio 2013 dal canale ufficiale di YouTube della Paramount Pictures.
La pellicola è stata distribuita nelle sale cinematografiche statunitensi e britanniche a partire dal 25 ottobre 2013. In Italia il film arriva direct to video a partire dal 26 marzo 2014.

### Divieto
Il film è stato vietato ai minori di 18 anni negli Stati Uniti d'America per la presenza di scene di sesso, nudità ed uso di droghe.

## Riconoscimenti
- 2014 – Premio Oscar
  - Nomination Miglior trucco e acconciatura a Stephen Prouty
- 2014 - Make-Up Artists and Hair Stylists Awards
  - Miglior Special Make-Up Effects a Stephen Prouty
- 2014 – MTV Movie Awards
  - Nomination Miglior performance comica a Johnny Knoxville
  - Nomination Miglior momento "Ma che ca...!"
- 2014 - Teen Choice Awards
  - Nomination Miglior attore in un film commedia a Johnny Knoxville